# MISD
- Para el distrito escolar estadounidense de McKinney (Texas), véase Distrito Escolar Independiente de McKinney (MISD por sus siglas en inglés)
- Para el distrito escolar estadounidense de Mesquite (Texas), véase Distrito Escolar Independiente de Mesquite (MISD por sus siglas en inglés)
- Para el distrito escolar estadounidense de Mercedes (Texas), véase Distrito Escolar Independiente de Mercedes (MISD por sus siglas en inglés)

|                 | Una instrucción | Múltiples instrucciones |
| --------------- | --------------- | ----------------------- |
| Un dato         | SISD            | MISD                    |
| Múltiples datos | SIMD            | MIMD                    |

En computación, MISD (del inglés Multiple Instruction, Single Data, en español: "múltiples instrucciones, un dato") es un tipo de arquitectura computacional (particularmente de computación paralela) donde muchas unidades funcionales realizan diferentes operaciones en los mismos datos. Las arquitecturas segmentadas pertenecen a este tipo, aunque en un extremo se podría llegar a decir que los datos son diferentes después de ser procesados por cada etapa en el pipeline, con lo cual no entraría en esta categoría.
Las máquinas tolerantes de fallos ejecutan la misma instrucción redundantemente para detectar y corregir errores, utilizando task replication,  son consideradas de este tipo. No existen muchos ejemplos de esta arquitectura dado que las técnicas más comunes de procesamiento de datos en paralelo suelen ser más apropiadas para MIMD y SIMD. Específicamente, facilitan el escalamiento y el uso de recursos computacionales mejor que MISD.
Algunos argumentan que un array sistólico es un ejemplo de una estructura MISD.